# Districtul Zaječar
Districtul Zaječar (în sârbă Зајечарски округ) este o unitate administrativă de gradul I, situată în partea de est a Serbiei. Reședința sa este orașul Zaječar. Cuprinde 4 comune care la rândul lor sunt alcătuite din localități (orașe și sate).

## Comune
- Bolievaț
- Kniajevaț
- Zaicear
- Socobania